# Ryde
Ryde ist eine englische Küstenstadt im Nordosten der Isle of Wight.
Mit ca. 24.000 Einwohnern (2011) ist es nach Newport die zweitgrößte Stadt der Insel.
Im 19. Jahrhundert wuchs der Ort auf die Größe eines Seebades, nachdem die beiden Dörfer Upper Ryde und Lower Ryde fusioniert hatten.

## Verkehr
1814 wurde in Ryde die erste Seebrücke Großbritanniens gebaut, der Ryde Pier. Auf ihm befindet sich die gleichnamige Station der Island Line. Am Pier startet auch ein Katamaran nach Portsmouth, wo Übergang zu den Zügen in Richtung London-Waterloo besteht. Zudem gibt es eine Hovercraft-Verbindung nach Southsea.

## Gebäude

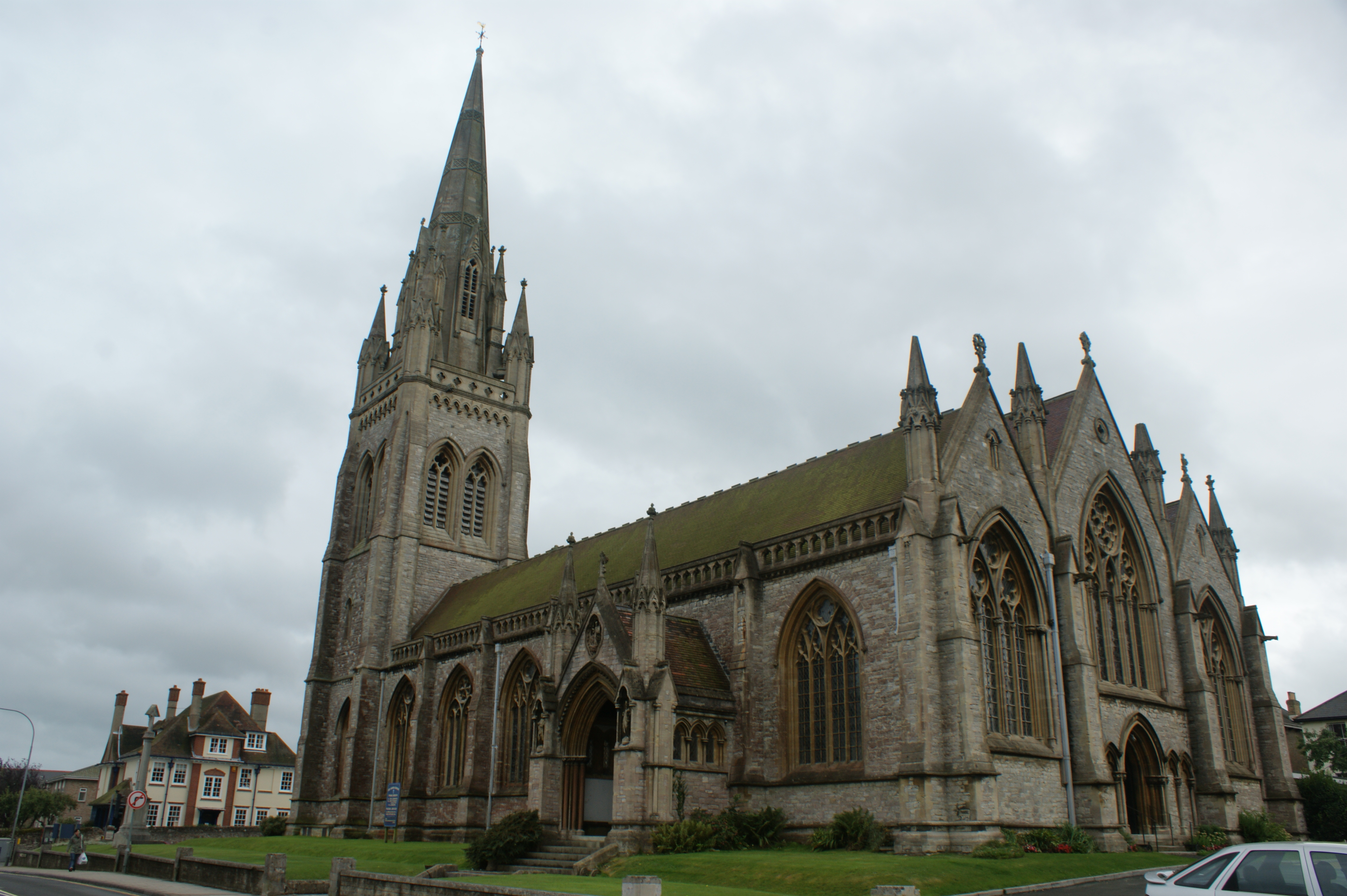
All Saints’ Church in Ryde

In Ryde gibt es mehrere Kirchen, unter anderem die All Saints’ und die Holy Trinity Church. Um 1840 wurde an der Promenade das Ryde Castle errichtet. Das als Privathaus gebaute Gebäude wird heute als Hotel genutzt. Im März 2012 wurde das Ryde Castle bei einem Brand schwer beschädigt, konnte aber 2013 nach einer umfangreichen Restauration wiedereröffnet werden. Das Gutshaus Beldornie Tower, welches wahrscheinlich aus dem frühen 17. Jahrhundert stammt, war einst im Besitz des Earl of Yarborough. Um 1840 wurde es im gotisch-jakobinischen Stil wieder aufgebaut und bekam 1880 einen Westflügel.

## Söhne und Töchter der Stadt
- Ruth Winch (1870–1952), britische Tennisspielerin
- Clyde Purnell (1877–1934), englischer Fußballspieler
- Anthony Minghella (1954–2008), britischer Regisseur, Produzent und Autor